# Written in Waters
Written in Waters je debitantski i jedini studijski album norveškog avangardnog black metal-sastava Ved Buens Ende. Album je u listopadu 1995. godine objavila diskografska kuća Misanthropy Records.

## O albumu
Written in Waters je specifičan album po tome što se sastoji od mnogih elemenata preuzetih iz raznih žanrova (primjerice, pjesma "Autumn Leaves", za razliku od ostalih pjesama na albumu, ne sadrži distorzirani zvuk gitare niti grube vokale); od uobičajenog norveškog black metala (uočljivog pri završetku pjesme "Coiled in Wings") do disonatnih rifova inspiriranih jazzom. Vokali su također raznovrsni; na nekim su mjestima prisutni Vicotnikovi grubi vokali, dok se na drugim pojavljuju naričući vokali Carla-Michaela Eidea (popraćeni glasom Kristine Stensrud). Tekstovi pjesama na albumu su nekonvencionalni te se bave tematikama fantazije i snova.
Pjesme "You, That May Wither" i "Carrier of Wounds" izvorno su se pojavile pod drugačijim nazivima ("You That May Wither" i "The Carrier of Wounds") na demouratku Those Who Caress the Pale.

## Popis pjesama
Tekstovi: Carl-Michael Eide, osim pjesme "Den saakaldte" koju je napisao Vicotnik. 
| 1.    | »I Sang for the Swans«       | 7:01 |
| 2.    | »You, That May Wither«       | 4:54 |
| 3.    | »It's Magic«                 | 5:25 |
| 4.    | »Den saakaldte« (Takozvani)  | 8:49 |
| 5.    | »Carrier of Wounds«          | 7:40 |
| 6.    | »Coiled in Wings«            | 7:04 |
| 7.    | »Autumn Leaves«              | 5:07 |
| 8.    | »Remembrance of Things Past« | 8:54 |
| 9.    | »To Swarm Deserted Away«     | 2:14 |
| 57:08 |                              |      |

## Recenzije
William York, glazbeni kritičar sa stranice AllMusic, dodijelio je albumu četiri od pet zvjezdica te je izjavio: "Jedini studijski album Ved Buens Endea, Written in Waters, album je ezoteričnog, eksperimentalnog black metala koji još uvijek ne zvuči poput ničeg drugog [iako je prošlo mnogo] godina od njegove objave. Ono što se [na albumu] nalazi nadilazi ono što se tipično misli o black metalu -- primjerice [...] Eidevo labavo bubnjanje koje je gotovo u stilu jazza, Skollovi gmižući, neritmični naglasci na bas-gitari te Vicotnikov učestali gitaristički rad čistih tonova (koji je često bio uspoređivan s post-rockerima Slint). Zajedno trio međusobno djeluje više kao džezistička art rock skupina nego kao metal sastav. Eideov je stil pjevanja također neobičan, ne samo za black metal već i za bilo kakvu vrstu glazbe, spadajući negdje između pjevušenja i neke vrste gotičkog skandiranja. Ovaj je način pjevanja znao biti kritiziran te je za njega potrebno steći ukus, ali je uglavnom dobro izveden i odgovara hladnoj, mističnoj, sablasnoj atmosferi glazbe. Kad smo već kod toga, pjesme su uglavnom dugačke -- traju u prosjeku po oko osam minuta -- te se kreću bez žurbe unutar i izvan tihih, gitarističkih instrumentalnih dionica, labavih i ljuljajućih dijelova umjerenog tempa te malo tipičnijih black metal sekcija koje se sastoje od blast beat stila bubnjanja i grubih vokala. Vrhunske pjesme albuma, među kojima izdvajam "I Sang for the Swans" i "Coiled in Wings", savršeno povezuju svoja različita raspoloženja i sekcije te stvaraju jasan osjećaj atmosfere dok su u isto vrijeme vrlo žestoke. Nekoliko ostalih pjesama se baš i ne izdvajaju, ali je većinom vremena ovo snažno djelo sastava koje je radilo stvari po svom nahođenju i uspjevalo u tome većinu vremena".

## Zasluge
| Ved Buens Ende - Carl-Michael Eide – vokali, bubnjevi - Vicotnik – vokali, gitara - Skoll – dodatni vokali (na pjesmi 3), bas-gitara, klavijature | Dodatni glazbenici - Lill Kathrine Stensrud – vokali Ostalo osoblje - Lise – naslovnica - Pål – miksanje |